# Osmakasaurus
Osmakasaurus is een geslacht van plantenetende ornithischische dinosauriërs, behorend tot de groep van de Euornithopoda, dat tijdens het vroege Krijt leefde in het gebied van het huidige Noord-Amerika.

## Vondst en naamgeving
In 1896 groef geoloog Nelson Horatio Darton bij Buffalo Gap nabij Hot Springs in South Dakota wat botten op van een euornithopode. De resten werden in 1909 door Charles Whitney Gilmore beschreven en benoemd als een nieuwe soort van Camptosaurus: Camptosaurus depressus. De soortaanduiding verwijst naar het ingezonken bovenprofiel van het blad van het darmbeen.
In 2008 meenden Kenneth Carpenter en Yvonne Wilson dat de vorm gezien de veel jongere datering een soort moest zijn van Planicoxa: Planicoxa depressa.
In 2011 echter publiceerde Andrew McDonald een studie naar de verwantschappen van alle vormen die ooit aan Camptosaurus waren toegeschreven. Hij concludeerde dat er in feite geen nauwe verwantschap bestond met Planicoxa venenica en benoemde daarom een apart geslacht: Osmakasaurus met als typesoort Osmakasaurus depressus. De geslachtsnaam is afgeleid van het Lakota osmaka, "ravijn", als verwijzing naar Buffalo Gap, "bizonkloof".
Het holotype, USNM 4753, is opgegraven in lagen van de Chilsonafzetting van de Lakotaformatie die dateren uit het Barremien. Het bestaat uit een gedeeltelijk bekken, twee darmbeenderen, met eraan verbonden tussengelegen sacrale wervels. Enkele fragmenten uit dezelfde afzetting zijn provisorisch aan de soort toegewezen.

## Beschrijving
Osmakasaurus is een middelgroot geslacht. Het darmbeen heeft een geschatte lengte van 45 centimeter, wat duidt op een totale lichaamslengte van vier à vijf meter.
Het darmbeen is bij Euornithopoda erg informatief want variabel in vorm. Het is, zoals de soortaanduiding al aangeeft, bij Osmakasaurus depressus erg afgeplat zodat in zijaanzicht een bijzonder nauw voorblad overblijft. Dit is overeenkomstig de vorm bij Planicoxa. Carpenter wist ten opzichte van Planicoxa enkele onderscheidende kenmerken vast te stellen. In het middengedeelte is het blad vrij plat, niet gewelfd. Het voorblad is dikker en robuuster gebouwd. De inkeping die de bovenkant vormt van het heupgewricht is veel ondieper en breder. Het uitstekende vlak aan de interne, van de wervelkolom afgerichte, binnenkant van het achterblad, die de aanhechting vormt voor een staartspier, de Musculus caudofemoralis brevis, is relatief nauwer ten opzichte van de lengte van het darmbeen.

## Fylogenie
McDonald plaatste Osmakasaurus basaal in de Iguanodontia. Hij zou hoger in de stamboom staan dan Planicoxa.